# Gap (azienda)
The Gap, Incorporated (NYSE: GPS) è un'azienda statunitense con sede a San Francisco che produce e vende al dettaglio abbigliamento ed accessori. Fondata nel 1969 dai coniugi Donald e Doris Fisher, è la principale azienda di abbigliamento degli Stati Uniti ed una delle principali nel mondo. I prodotti sono suddivisi in cinque marchi principali: l'eponimo Gap, Banana Republic, Old Navy, Piperlime e Athleta, venduti principalmente in circa 3.500 negozi controllati in buona parte dall'azienda stessa.
Gap è quotata alla Borsa di New York con il simbolo GPS. La famiglia Fisher rimane profondamente coinvolta nell'azienda, avendo una quota significativa del capitale. Donald Fisher è stato presidente del Consiglio di amministrazione fino al 2004; il suo successore è stato il figlio Robert.  Sia Donald che Doris Fisher hanno continuato a far parte del Consiglio di amministrazione, Donald lo è stato sino a quando non è morto il 27 settembre 2009.
Dal marzo 2020 al luglio 2022 Sonia Syngal è stata l'amministratore delegato. Suoi predecessori sono stati Millard Drexler (dimessosi ancora quando era vivo Donald Fisher), Paul Pressler sino al 2007, Glenn K. Murphy fino al 2014 e Art Peck sino al febbraio 2020.  il presidente esecutivo Bob Martin è diventato CEO ad interim. Nel febbraio 2024, Gap ha nominato lo stilista americano Zac Posen direttore creativo di Gap e direttore creativo di Old Navy.

## Storia
Nel 1969, Don Fisher, un agente immobiliare commerciale della California, rimase colpito dall'improvviso successo di "The Tower of Shoes" che, situato in una zona industriale non commerciale di Sacramento, attirava la gente pubblicizzando che non importava quale marca, stile o misura di scarpe una donna potesse desiderare, ma che alla Torre avrebbe trovato quel che cercava. E sapendo che anche Macy's, il più grande cliente dei jeans Levi's, era costantemente a corto di taglie e colori dei Levi's più venduti, Fisher, che era amico di Walter "Wally" Haas Jr, presidente di Levi Strauss & Co, gli chiese di fargli copiare il modello di business di "The Tower of Shoes" e di applicarlo ai prodotti Levi's. Haas indirizzò Fisher a Bud Robinson, il suo direttore della pubblicità. Ed insieme Robinson e Fisher elaborarono un progetto per quello che sarebbe diventato The Gap. Fisher accettò di immagazzinare solo abbigliamento Levi's in ogni stile e taglia, Robinson si offrì di pagare in anticipo il 50% della pubblicità radiofonica di The Gap.
Il nome, dovuto alla moglie di Don, Doris Fisher, nasce da "the generation gap", (il "distacco generazionale"), una frase assai diffusa dalla fine degli anni '60 per descrivere la distanza psicologica tra i giovani della generazione che negli Stati Uniti viene definita dei "baby boomers" (i nati tra il 1950 ed il 1960) ed i loro genitori.

## 1969-1980

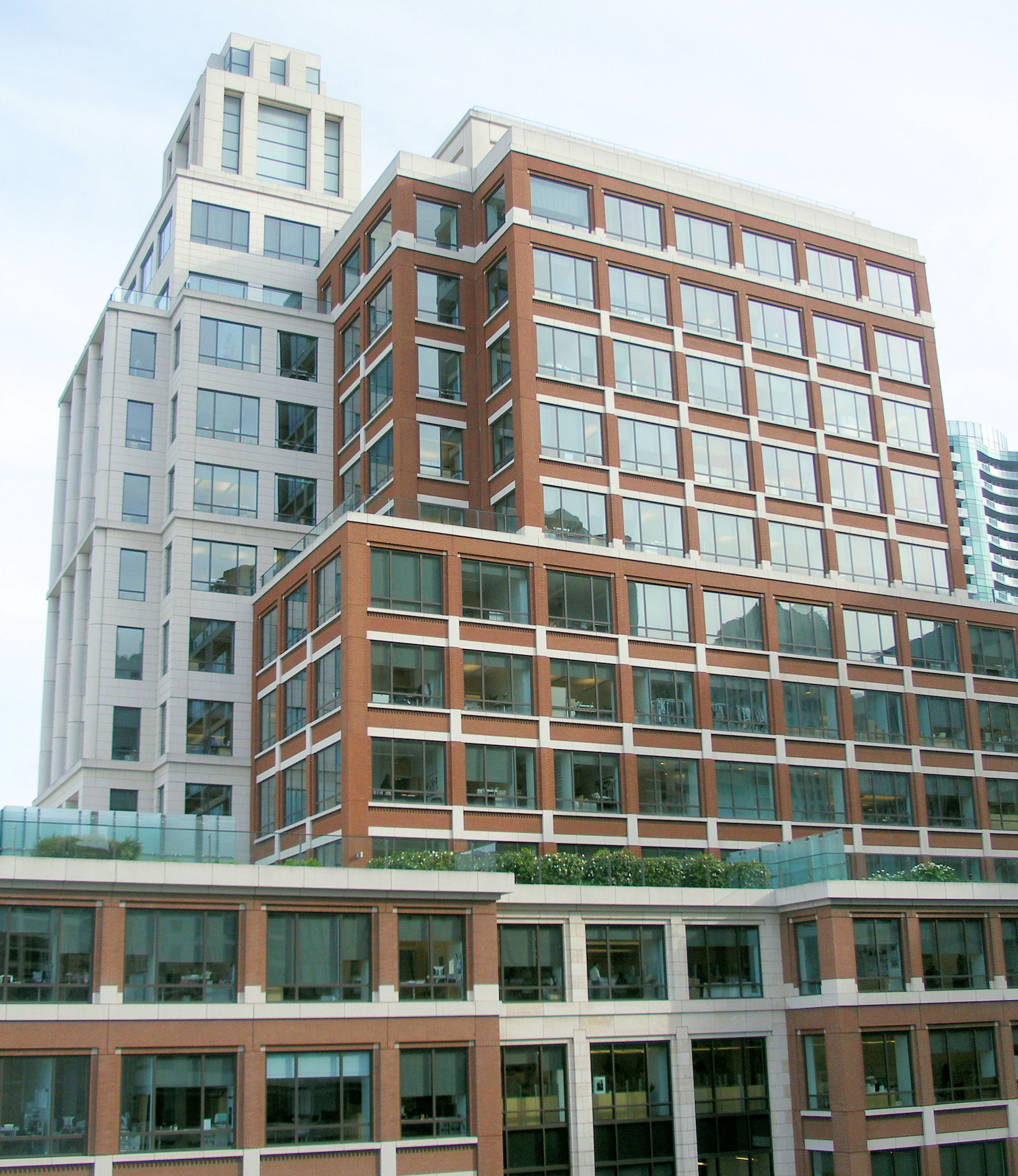
Sede di Gap a San Francisco

Il primo negozio Gap fu aperto da Donald Fisher in Ocean Avenue a San Francisco il 21 agosto 1969. I prodotti in vendita erano blue jeans della Levi's, dischi e nastri musicali; i prodotti audio furono in vendita tuttavia per soli tre mesi.
Nel (1970) aprì un secondo negozio a San Jose (sempre nella zona della Baia di San Francisco), mentre i primi uffici aziendali (dove lavoravano soltanto quattro persone) furono posti a Burlingame, in California. Già quell'anno le vendite raggiunsero i due milioni di dollari. Gap continuò a crescere rapidamente e nel 1972-1973 aveva superato i 25 negozi espandendosi al di fuori della California fino ad aprire il primo negozio sulla costa atlantica a Voorhees, New Jersey.
Nel 1974 Gap iniziò a vendere capi con il proprio marchio. Il 1975 vide la creazione di una catena di negozi specializzati in abbigliamento scontato e l'acquisizione del marchio di abbigliamento casual "You & You" originario del New England.
Il 1976 fu l'anno dell'ingresso in Borsa, con la quotazione sia a New York sia alla Pacific Stock Exchange, con un'offerta iniziale di 1.200.000 azioni. Nel 1977 Gap introdusse i marchi "Fashion Pioneers", "Eaton Hill" e "Foxtails", e lanciò due sottomarche, "Logo" in California e Missouri, e "Brands" a New York e nel New Jersey. Sempre nello stesso anno, Gap spostò la propria sede da Burlingame a San Bruno, California.
Il 1980 vide la fusione delle catene "Brands" e "Pants %ff" nella nuova "Tagg's".

### 1981-2020
Banana Republic, precedentemente un'azienda minore specializzata in abbigliamento stile "safari", fu acquistata nel 1983, per poi essere riposizionata sulla fascia alta del mercato alla fine degli anni '80.
Negli anni '90, Gap ha assunto un'identità di alto livello e ha rinnovato il proprio inventario sotto la direzione di Millard Drexler. [13] Tuttavia, Drexler è stato rimosso dalla sua posizione dopo 19 anni di servizio nel 2002 dopo l'espansione eccessiva, un crollo delle vendite di 29 mesi e le tensioni con la famiglia Fisher. Drexler ha rifiutato di firmare un accordo di non concorrenza e alla fine è diventato CEO di J. Crew. Un mese dopo la sua partenza, la merce che aveva ordinato è stata responsabile di un forte rimbalzo delle vendite. [14] [15] [16]  Robert J. Fisher ha reclutato Paul Pressler come nuovo CEO; gli è stata attribuita la chiusura di sedi con prestazioni insufficienti e il pagamento del debito. Tuttavia, i suoi focus group non sono riusciti a recuperare la leadership dell'azienda nel suo mercato.
Il marchio Old Navy fu lanciato nel 1994, per la clientela attenta al prezzo ma con una connotazione di qualità.
La quarta catena "tradizionale", Forth & Towne, fu aperta nel 2005 per rivolgersi alla clientela femminile dai 35 anni in avanti; all'inizio del 2007, tutti i 19 negozi furono chiusi ed il marchio abbandonato.
In seguito tutti i marchi secondari di abbigliamento sono stati chiusi, per mantenere soltanto le linee "Gap" (con le sfaccettature "Baby Gap" per il neonato, "Gap Kids" per il bimbo, ecc.), "Banana Republic" e "Old Navy", oltre che la recente acquisizione "Athleta".
La più recente iniziativa è quella di Piperlime, negozio online di calzature, creato nel 2006.
Nell'agosto 2020, la società ha annunciato che, insieme al marchio Banana Republic, chiuderà oltre 225 punti vendita a causa della pandemia COVID-19. La maggior parte saranno quelli ambientati nei centri commerciali. Il piano originario dell'azienda era quello di chiudere solo 90 negozi, ma ne hanno ampliato il numero in conseguenza degli effetti finanziari causati dalla pandemia.

## Strategia di marketing
I negozi a marchio Gap sono di tipo generalista; più specializzati quelli a marchio Banana Republic, che cercano di dare un'immagine più sofisticata, e quelli Old Navy, indirizzati per le famiglie e i giovani. La Gap, così come altre grandi catene di abbigliamento, è stata criticata per l'uniformità dei suoi negozi, anche se l'azienda afferma di utilizzare diversi formati di negozio e diversi disegni degli articoli per i vari mercati locali.

### Prodotti

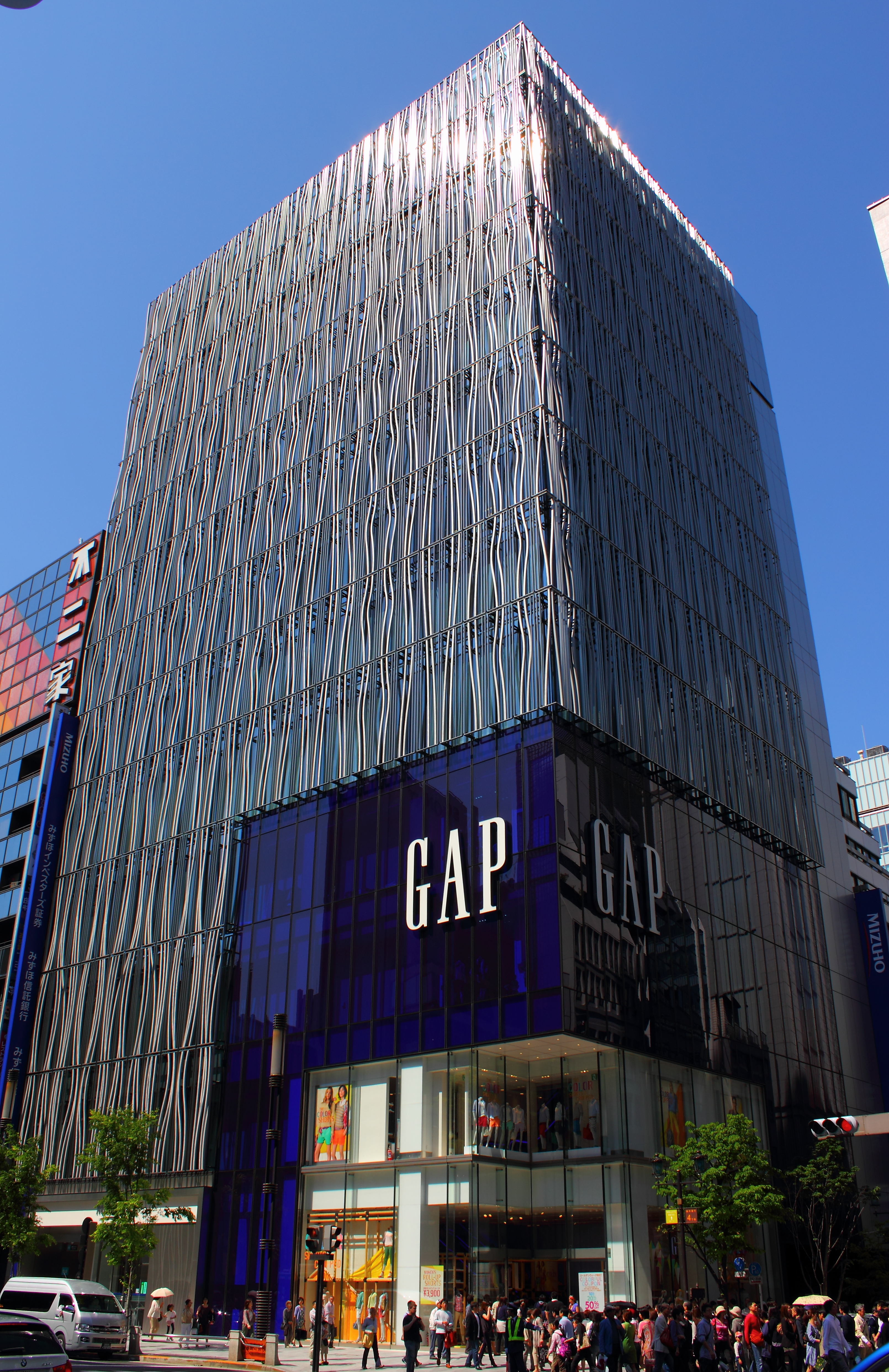
Flagship store di Gap a Ginza

Quando Gap fu fondata nel 1969, era unica e nuova. Il suo target di clientela erano i giovani. Il prodotto di punta all'epoca era il look "basic", che consisteva blu-jeans e t-shirt di cotone bianco. I fondatori di Gap si resero conto che i jeans stavano crescendo di popolarità tra i clienti più giovani; ciononostante, non c'era sufficiente assortimento di questi capi nei negozi di abbigliamento. Sfruttando questo deficit furono in grado di espandersi: i Fisher pensavano che i jeans potessero essere venduti tramite una catena di piccoli negozi dedicati soltanto ad essi.
Questa idea imprenditoriale ha consentito nel tempo all'azienda di crescere.
Tramite i marchi Banana Republic e Old Navy la Gap affronta il mercato con linee posizionate a diversi livelli di valore. Tuttavia, questi sforzi di marketing, per riuscire a proporsi anche come fornitore per i consumatori del lusso, sono stati presi di mira per alcuni problemi nei risultati economici dell'azienda.
La Gap pubblicizza i propri prodotti attraverso numerose campagne sulla stampa ed in televisione, utilizzando spesso come testimonial volti famosi dello spettacolo; ma anche attraverso cataloghi postali o tessere regalo prepagate. Anche questa strategia è stata criticata per la mancanza di un messaggio chiaro, e per aver perso contatto con i clienti primari, che l'azienda sta quindi cercando di recuperare.

### Marchi
| Marchio                       | Introiti totali |
| Gap North America             | $834 milioni    |
| Banana Republic North America | $475 milioni    |
| Old Navy North America        | $1.18 miliardi  |
| International                 | $369 milioni    |
| Gap Inc Direct                | $267 milioni    |

### Negozi tradizionali

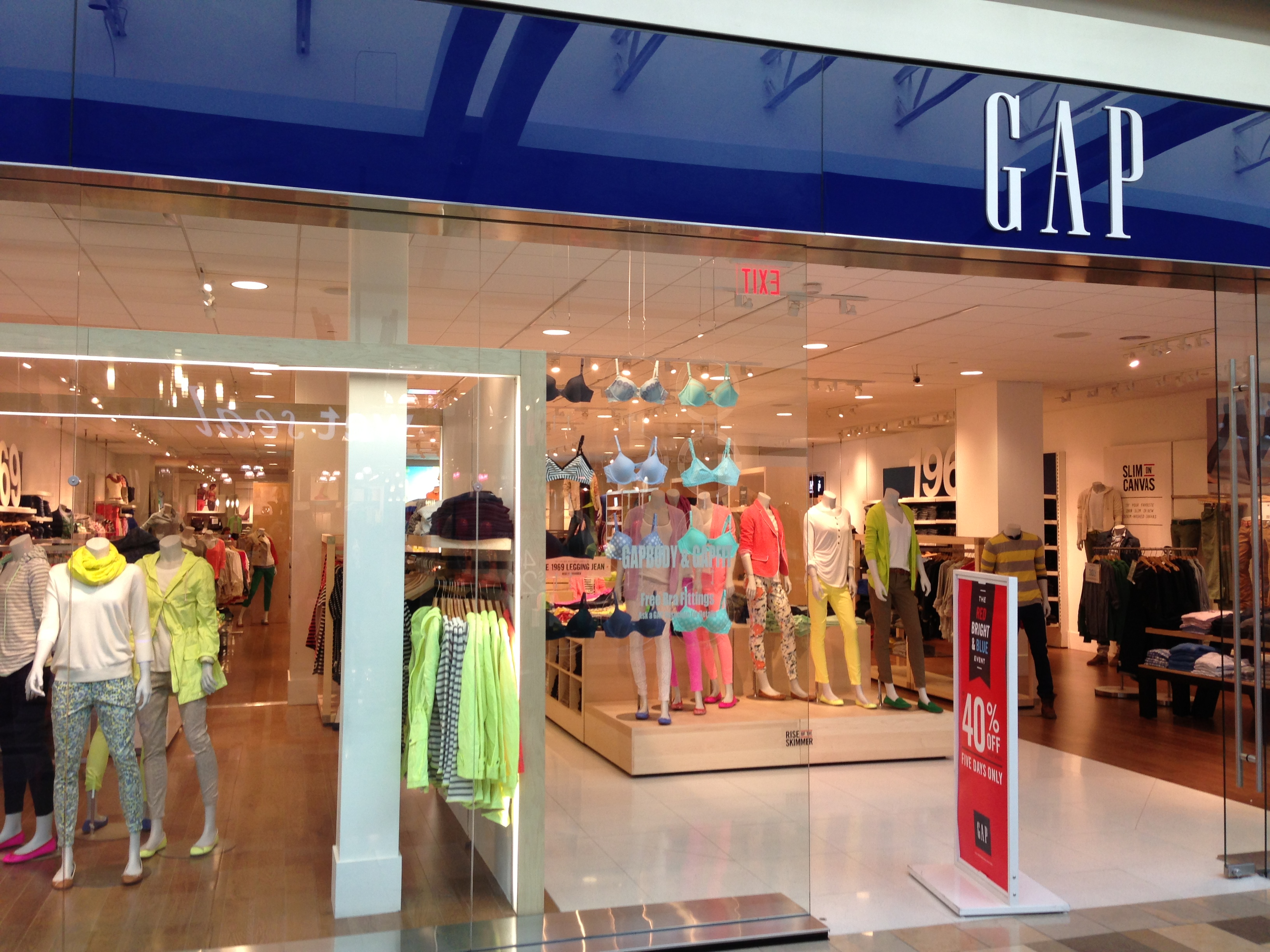
Altro store di Gap

Il canale principale della Gap sono i negozi tradizionali. Gap gestisce direttamente i negozi negli Stati Uniti ed in Canada, Regno Unito, Italia, Francia, Irlanda, Corea del Sud e Giappone. Tramite accordi di franchising è presente a Singapore, Malaysia, Emirati Arabi Uniti, Corea del Sud, Kuwait, Qatar, Bahrain, Oman, Arabia Saudita, Cambogia e Indonesia. Nel 2007 The Gap, Inc. disponeva di 3.131 negozi in varie parti del mondo, così suddivisi:
| Gap - Stati Uniti 889 - Regno Unito 148 - Giappone 144 - Canada 101 - Francia 37 - Messico 27 - Turchia 21 - Arabia Saudita 19 - Emirati Arabi Uniti 14 - Russia 11 - Italia 10 - Malaysia 10 - Thailandia 10 - Filippine 9 - Israele 8 - Grecia 6 - Porto Rico 6 - Corea del Sud 6 - Taiwan 5 - Vietnam 5 - Cile 4 - Colombia 4 - Croazia 1 - Singapore 4 - Sudafrica 4 - Australia 6 - Egitto 3 - Hong Kong 3 - Indonesia 3 - Irlanda 3 - Panama 3 - Perù 3 - Polonia 3 - Ucraina 3 - Bahrein 2 - Brasile 2 - Uruguay 2 - Kazakistan 2 - Kuwait 2 - Qatar 2 - Romania 2 - Armenia 1 - Azerbaigian 1 - Bulgaria 1 - Cipro 1 - El Salvador 1 - Georgia 1 - Iran 1 - Giordania 1 - Marocco 1 - Oman 1 - Paraguay 1 - Pakistan 1 - Serbia 1 | Banana Republic - Stati Uniti 540 - Canada 50 - Giappone 28 - Regno Unito 8 - Corea del Sud 5 - Turchia 4 - Filippine 4 - Porto Rico 4 - Indonesia 3 - Malaysia 2 - Panama 2 - Arabia Saudita 2 - Emirati Arabi Uniti 2 - Cile 1 - Croazia 1 - El Salvador 1 - Francia 1 - Colombia 1 - Georgia 1 - Italia 1 - Kuwait 1 - Marocco 1 - Perù 1 - Qatar 1 - Singapore 1 | Old Navy - Stati Uniti 945 - Canada 65 - Giappone 1 - Filippine 2 - Porto Rico 7 | Athleta - Stati Uniti 35 | Piperlime - Stati Uniti 1 |

### Online
Gap è l'unica azienda di distribuzione degli USA a spendere online più del 2% del proprio budget di marketing.

## Storia del logo

Storia del logo
1969–1986
1986–2010, ottobre 2010–gennaio 2016
ottobre 2010 (per pochi giorni e subito ritirato per le proteste)
2016–oggi

## Contenziosi sul marchio
Il nome dell'azienda, "Gap", è un marchio depositato, ma è anche una parola assai comune in inglese e dotata per di più di vari significati (distanza, spazio, varco, passaggio, ecc.), situazione che ha reso possibili vari contenziosi con altre aziende.
Uno dei casi è avvenuto con la Bootleg Gap, azienda di gestione di un campo da golf a Kimberley, British Columbia, così chiamata da un passo di montagna che si trova nelle vicine Bootleg Mountains. Dopo tre anni di negoziazioni, e non disponendo delle risorse per difendersi in tribunale, il circolo sportivo accettò di rimuovere la parola "Gap" dal nome del ristorante e del percorso di golf, e di chiamare la propria linea di capi d'abbigliamento "Bootleg Golf". I costi legali sostenuti costrinsero inoltre il circolo a rimandare degli investimenti previsti sul campo da gioco.

## Governance aziendale
I vertici aziendali della Gap, Inc. sono i seguenti.

### Consiglio di amministrazione
- Howard P. Behar
- Adrian D. P. Bellamy (1995)
- Domenico De Sole
- Donald Fisher (1969)
- Doris F. Fisher (1969)
- Robert J. Fisher (1990), presidente (2004)
- Penelope L. Hughes
- Bob L. Martin
- Jorge P. Montoya
- James M. Schneider
- Mayo A. Shattuck III
- Ken Pickart

### Management operativo
- Chief Executive Officer (Amministratore Delegato): Glenn K. Murphy[29]
- Presidente, marchio Banana Republic Brand: Jack Calhoun
- Presidente, Giappone: John Ermatinger
- Presidente, Marchio Gap: Marka Hansen
- Presidente, Gap, Inc. Direct: Toby Lenk
- Presidente, Marchio Old Navy: Tom Wyatt
- Presidente, Europa: Stephen Sunnucks
- Presidente, Gap, Inc. Outlet Art Peck
- Executive Vice Presidente, Corporate Strategy and Business Development: Art Peck
- Executive Vice Presidente e Capo Chief Financial Officer: Sabrina Simmons
- Executive Vice President and Chief Information Officer Michael B. Tasooji
- Executive Vice President, Human Resources and Corporate Communications: Eva Sage-Gavin
- Senior Vice President, Gap International Sourcing: Stan Raggio
- Senior Vice President & General Counsel: Michelle Banks